# Juan de Villegas
Juan de Villegas o bien Juan Ruiz de Villegas, nacido como Juan López de Villegas y Segovia pero más conocido como Juan Ruiz de Villegas Maldonado (Segovia, Corona de Castilla, 1509 - Buría, provincia de Venezuela, Imperio español, 11 de agosto de 1553) fue un hidalgo, explorador, conquistador y colonizador español del siglo XVI. Fue nombrado teniente de gobernador general de Coro desde 1539 hasta 1540 y de 1545 a 1546, teniente de gobernador general de El Tocuyo desde 1547 a 1549 y como gobernador de la provincia de Venezuela, brevemente como interino en la segunda mitad de 1540 y luego como titular, desde 1549 hasta 1553. Fundó varias localidades venezolanas entre ellas Borburata en 1548,y la villa de Buría en 1552, considerada esta como el primer emplazamiento de la actual Barquisimeto.

A través de su hija Luisa de Villegas, de la nieta Luisa de Villegas Maldonado y Armendáriz, del bisnieto Lorenzo Martínez de Villegas y del tataranieto Juan de Bolívar y Martínez de Villegas, era el ancestro del libertador venezolano Simón Bolívar.

## Biografía hasta la fundación de la primera Riohacha

### Origen familiar y primeros años
Juan de Villegas había nacido a finales del año 1509 en la ciudad de Segovia, ubicada en la comunidad y tierra homónima de la Extremadura, perteneciente a la Corona de Castilla.
Su padre era Juan López de Villegas y Maldonado (n. Segovia, 1490) que era hijo del hidalgo homónimo Juan López de Villegas (n. valle de Toranzo, ca. 1440) y de su esposa N. de Maldonado (n. Salamanca, ca. 1450).
Este último, Juan, era hijo de otro homónimo Juan López de Villegas (n. Cóbreces, ca. 1405), bisnieto de Alfonso López de Villegas (n. ca. 1330), señor de Pedrosa del Páramo, y de su esposa María García, tataranieto del señor Lope Ruiz de Villegas (Burgos, ca. 1306-f. ca. 1350), caballero de Orden de la Banda desde 1332, y chozno de Ruy Pérez I de Villegas (Burgos, ca. 1250-f. 1327), caballero de la Orden de Santiago desde 1271 y comendador de Castroverde desde 1288, y de su esposa Teresa González de Cevallos (n. ca. 1268).
Juana García de Segovia (n. Segovia, 1495) era su madre, que se había casado a temprana edad a principios de 1509.
Además tuvo un hermano menor llamado Luis de Villegas (n. ca. 1515) que obtuvo el permiso de la Casa de Contratación para viajar a los Reinos de Indias el 1.º de abril de 1536 y de esta manera pasó en el mismo año al nuevo Virreinato de Nueva España, en donde contrajo matrimonio con Ana de Estrada, cuyo padre era Francisco de Estrada, con la cual tuvo tres hijos.

### Viaje a la América española y creación del feudo alemán venezolano
Villegas embarcó en la Armada Alemana en el Reino de España, en el año 1528, junto al nuevo gobernador Ambrosio Alfinger o bien Ambrose von Ehinger, un conquistador y explorador alemán que representaba a la rica familia Welser de la Ciudad Libre de Augsburgo que formaba parte del Sacro Imperio Romano Germánico.
Dicha familia pertenecía a una de las principales casas financieras de Europa en la primera mitad del siglo XVI, y por dicha razón fue beneficiada, el 28 de marzo del mismo año, por el emperador Carlos V mediante la Capitulación de Madrid como parte del pago de una deuda contraída por el soberano con dichos banqueros para financiar sus campañas militares en Europa.

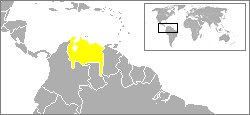
Límites del Klein-Venedig con frontera meridional indefinida.

Les arrendó de esta manera temporalmente la provincia de Venezuela, que había sido creada por real cédula el día anterior, mediante la cual declaraba que su territorio estaba comprendido entre el cabo de la Vela —límite con la futura provincia de Santa Marta (actual Colombia)— hasta el cabo de Maracapana, en la región del río Unare.
Arribaron primero a Santo Domingo en el citado año, en Centroamérica, con los soldados españoles Gonzalo de los Ríos, Diego Ruiz de Vallejo, Pedro Briceño y Berdugo, tesorero real de Santa Marta y su hijo Sancho Briceño Álvarez de la Carxel, y otros, y en marzo de 1529 llegarían a la ciudad venezolana de Santa Ana de Coro, que había sido fundada por Juan Martín de Ampués el pasado 26 de julio de 1527. Dicho acontecimiento dio paso a la creación de un feudo alemán en América, el que ellos mismos llamaron Klein-Venedig que no tenía fijado un límite meridional.

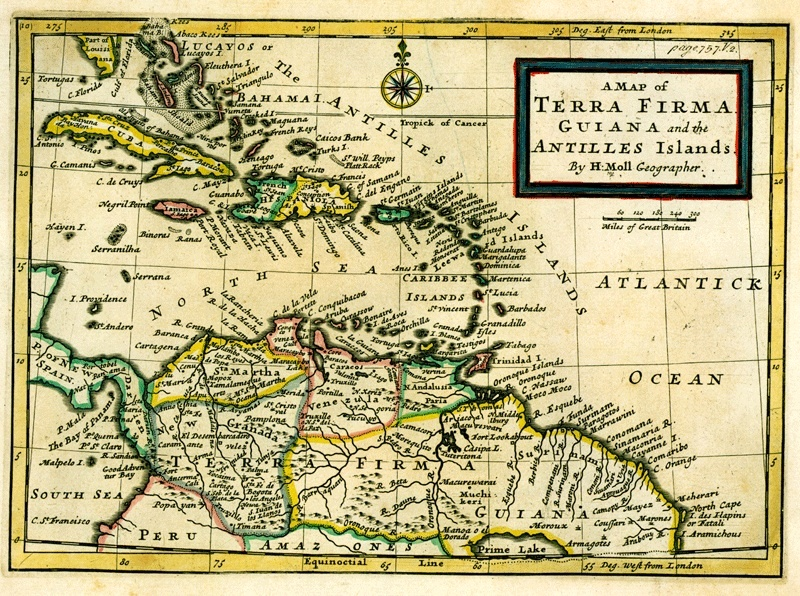
Centroamérica y parte septentrional de América del Sur (en un mapa de 1732).

### Expediciones por Tierra Firme y fundación de la primera Maracaibo
En agosto de 1529, Juan de Villegas junto a Hernando de Alcocer, participaron en la primera expedición de Alfinger o Ehinger, y sus 274 soldados españoles, al lago de Coquibacoa —actualmente llamado lago Maracaibo— y en la entrada del mismo fundó el 8 de septiembre del corriente la villa de Maracaibo —o bien en mapas germánicos como Neu-Nürnberg— y fue con dicho título por no constituir un cabildo que le confiriera carácter de ciudad, y Alfinger quedó como autoridad suprema de la nueva urbe, Hernando de Castrillo y Juan de Ávila como maestres de campo, Pedro Navarro como escribano, Luis de Monserrate como tesorero real, Cristóbal de San Miguel como contador y Francisco Venegas como factor de Maracaibo.
Cuando Alfinger regresó a Coro a principios de junio de 1530, mandó a la villa al capitán Luis González de Leiva con el cargo de teniente de gobernador y alcalde mayor, dejando a Hernando Castrillo con el puesto de alguacil mayor y a Juan de Carvajal como escribano público.
El gobernador Alfinger, decidido a emprender otra expedición hacia el occidente, salió de Santa Ana de Coro el 11 de septiembre habiendo dejado en forma interina en su cargo de gobernador de la provincia de Venezuela desde el 9 de junio de 1531 al alemán Bartolomé de Santillana o bien Bartholomeus Sayler, que había sido nombrado como teniente de gobernador y alcalde mayor de Coro desde el pasado 30 de enero del mismo año, y de esta manera se dirigió a la villa de Maracaibo.

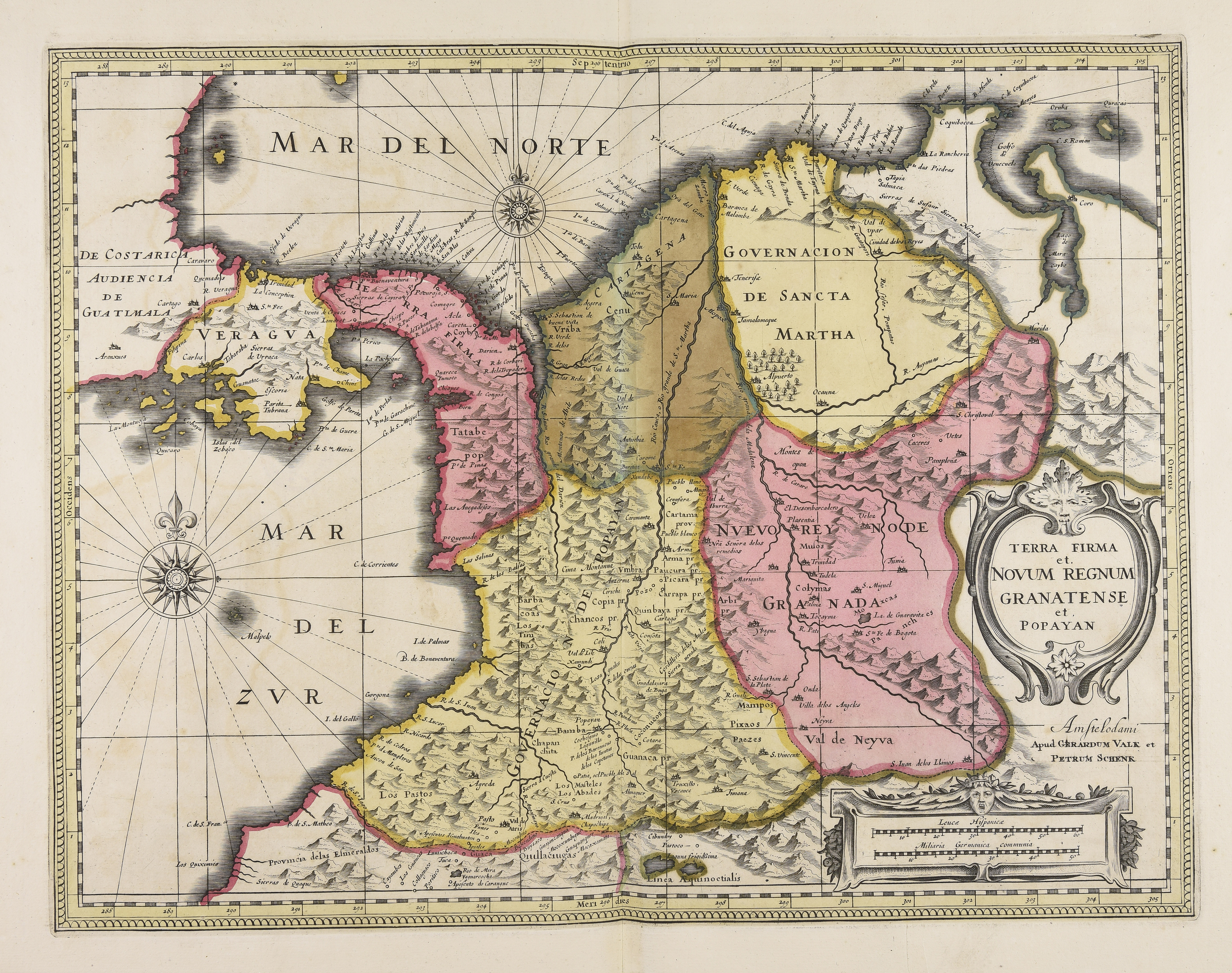
Noroeste de Sudamérica, mostrando en el ángulo superior derecho, el golfo de Venezuela, el lago Maracaibo (actual Venezuela), además de la Sierra Nevada de Santa Marta y el río Magdalena (actual Colombia), entre otros territorios.

Una vez que Alfinger llegara a dicha urbe y en atención a las quejas que recibiera de los vecinos, destituyó a Leiva y nombró al hispano-cordobés Francisco Venegas en noviembre de 1531 como alcalde mayor pero sin título de teniente de gobernador de Maracaibo que recaería en Francisco de Santa Cruz, mayordomo de Alfinger. La nueva villa tenía apenas unos 30 vecinos y muy poca actividad comercial.
Una vez concluido lo anterior, en la misma fecha Alfinger emprendió con Juan de Villegas una segunda expedición desde la Sierra Nevada de Santa Marta, luego subieron por el curso del río Magdalena, invadieron el valle de Upar en donde encontraron bastante resistencia de los naturales, pasaron a finales de 1532 por la sabana de Los Caracoles, para entrar al territorio de los pacabueyes —próximo a las ciénaga de Zapatosa— pero dicha exploración trajo como consecuencia un alto número de expedicionarios muertos por enfermedades o en enfrentamientos con los aborígenes lugareños.
A principios de 1533, Venegas sustituyó a Carvajal por Álvaro de Castrillo en la escribanía de Maracaibo. Al regresar la expedición, el 31 de mayo del mismo año, Alfinger falleció en Chitacomar del territorio de los chitareros, a consecuencia de un enfrentamiento con los amerindios, y Villegas con los pocos sobrevivientes regresaron a Coro a principios de junio del corriente.
El alemán Bartolomé de Santillana gobernó interinamente en Venezuela hasta que fuera depuesto por los cabildantes de Coro el 2 de noviembre de 1533. Los regidores del Cabildo nombraron como suplentes a los alcaldes ordinarios de la ciudad, Francisco Gallegos como gobernador fáctico y Pedro de San Martín como teniente de gobernador, hasta que llegara a principios de 1534 el gobernador interino Rodrigo de la Bastida, nombrado por la Real Audiencia de Santo Domingo, y quien expulsara a ambos.

### Defensa de los derechos de los aborígenes aliados

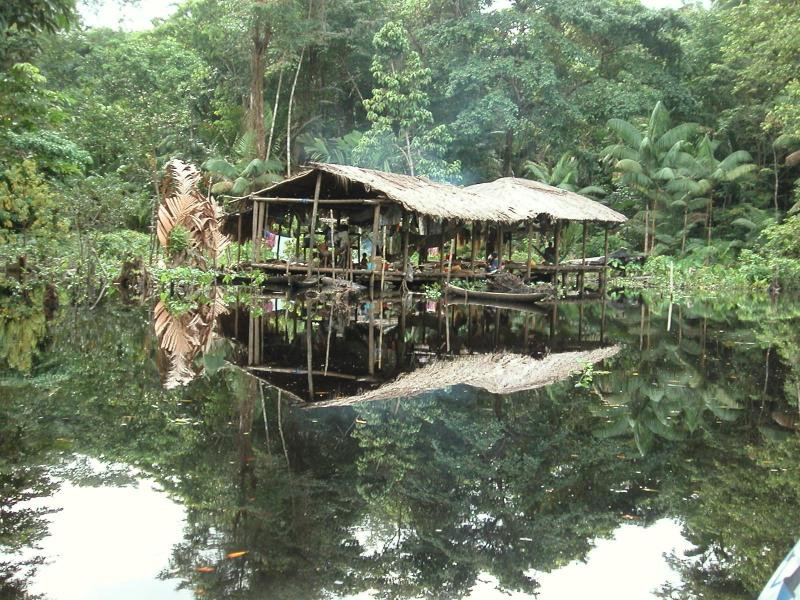
Palafito aborigen que dio origen al nombre de Venezuela.

Cuando el alcalde mayor Francisco Venegas fuera con unos soldados en la búsqueda del oro que se había perdido en la segunda expedición de Alfinger, dejó al mando de la villa de Maracaibo y su jurisdicción a Hernando de Castrillo, con el cargo de capitán general.
Al poco tiempo del nombramiento, hubo un desacato incurrido principalmente por el capitán Castrillo a los aborígenes pacíficos de la laguna, especialmente los de la región de Juruara que era el verdadero granero de Maracaibo, y que provocaron que estos se rebelasen, debido a los excesos, agravios, atropellos y desafueros cometidos a los mismos.
Por dicha razón, sumado a que adquirían objetos sin pagar algo a cambio y a los secuestros de amerindias como el de la hija del cacique de Mopaure, Juan de Villegas formuló hacia 1534 un expediente ante el teniente de gobernador Francisco de Santa Cruz, en contra de Hernando de Castrillo, Juan de Ávila, Diego Martínez, Juan de Aguilar, Hernando de Beteta y Sebastián de Almarcha, el cual fuera puesto en manos del escribano  Juan de Carvajal , ya que el que estaba en funciones, Álvaro de Castrillo, era hermano de uno de los imputados.

### Nuevas exploraciones y surgimiento de la primera Riohacha
En 1535, el alemán Jorge de Espira quien fuera nombrado gobernador de la provincia de Venezuela, organizó en Coro, a los tres meses de llegar, una exploración que debía dirigirse hacia Los Llanos de Venezuela y de los que sería nominalmente del Nuevo Reino de Granada. Juan de Villegas se sumó como voluntario, aportando armas y caballos, además de haber sido nombrado capitán de dicha expedición, destacándose entre los demás. Fue nombrado escribano de la jornada por parte de Espira, Spira o Speyer.
Francisco Venegas ocupó el puesto de alcalde mayor de Maracaibo hasta mayo de 1535 —al igual que Santa Cruz en la tenencia de gobierno— ya que Espira lo nombrara como teniente de gobernador y alcalde mayor de Coro, sustituyéndolos el capitán Hernando de Beteta como teniente de gobernador y alcalde mayor de Maracaibo, hasta que el alemán Nicolás Federmann, teniente de gobernador general de Coro desde febrero del corriente, trasladara la urbe con sus escasos habitantes civiles el 5 de agosto del mismo año, siguiendo el mandato del gobernador, para fundar en la península de La Guajira y cerca del cabo de la Vela una nueva villa con el nombre de Nuestra Señora de las Nieves o primera Riohacha, en donde halló ricos yacimientos de perlas. Los soldados de Maracaibo permanecerían acantonados allí once años más, hasta despoblarla por completo.
Un posterior traslado al cabo antes citado, tres años después, se la renombró como Nuestra Señora Santa María de los Remedios del Cabo de la Vela o segunda Riohacha, poblándola con buscadores de perlas proveniente de la isla de Cubagua. Seis años después, la población sería trasladada definitivamente hacia las riberas de la desembocadura del río de La Hacha, rebautizándola como Nuestra Señora Santa María de los Remedios del Río de la Hacha, o bien la tercera y actual ciudad de Riohacha.

## Doblemente teniente general y gobernador interino de Venezuela

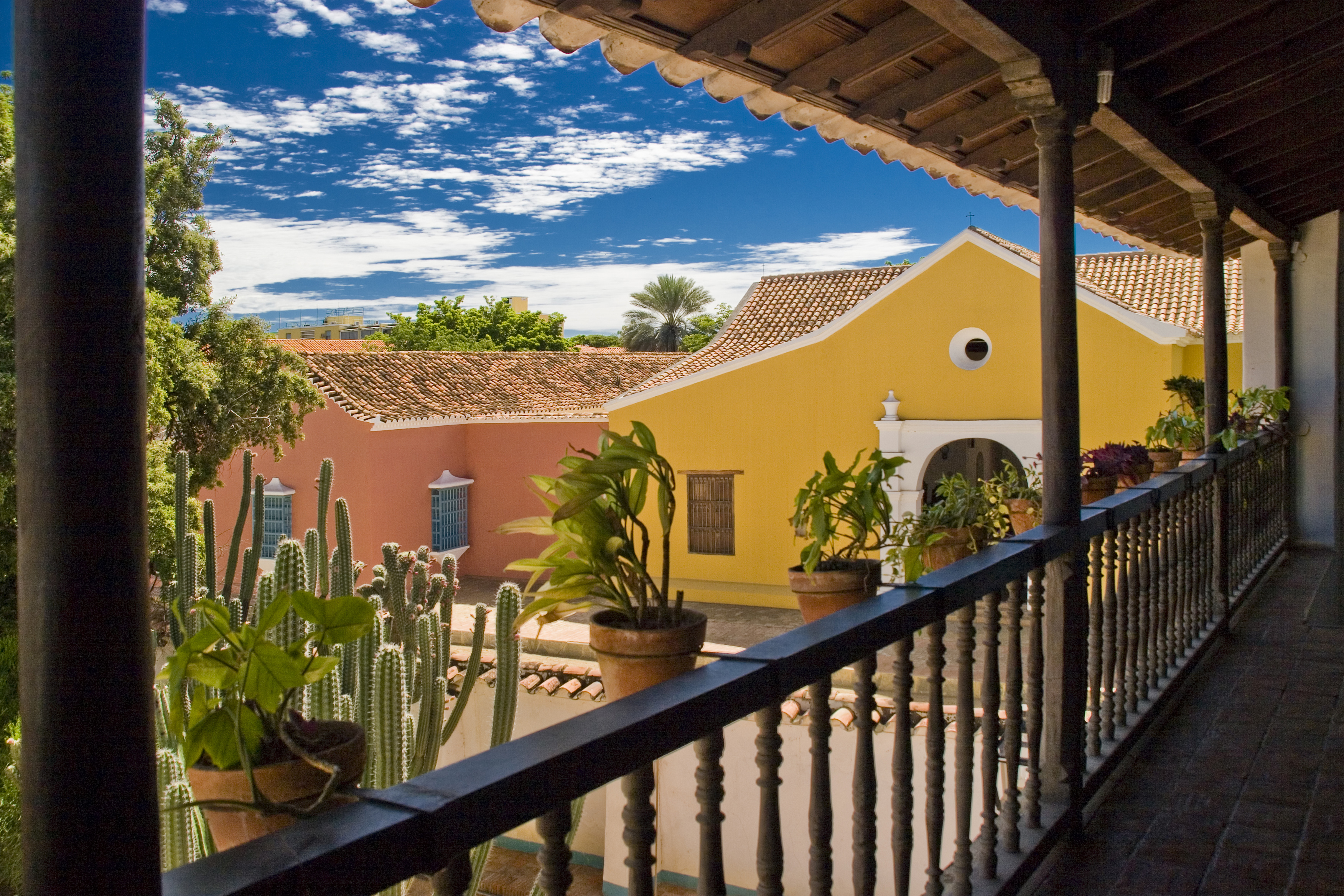
Vista parcial del casco central de la ciudad de Santa Ana de Coro.

### Teniente de gobernador general de Coro
El 18 de abril de 1539 fue nombrado por el gobernador Espira, en reemplazo de su antecesor Nicolás Federmann, como su nuevo teniente general provincial y teniente de gobernador de Coro, además de alcalde mayor de la ciudad —fundada el 26 de julio de 1527 por Juan Martín de Ampués— y capitán a guerra.

### Breve interinato en la gobernación

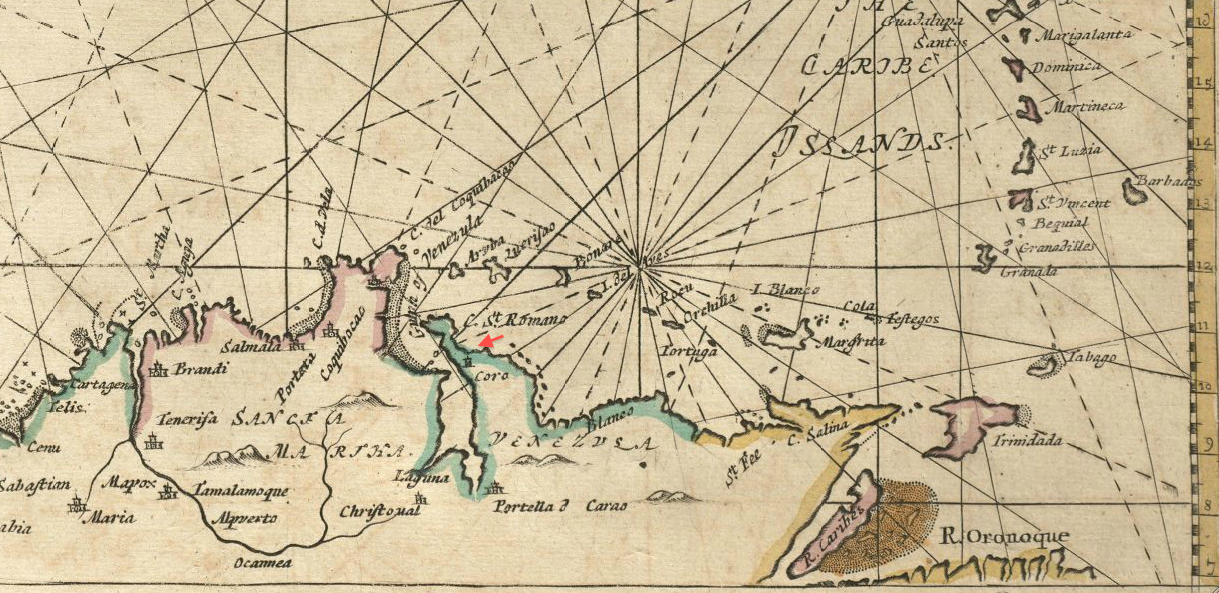
Mapa de Venezuela con la ciudad de Santa Ana de Coro (en un mapa de 1672).

Por fallecimiento de Jorge de Espira el 11 de junio de 1540, lo tuvo que sustituir brevemente como gobernador interino de la provincia de Venezuela hasta el 7 de diciembre del mismo año, debido a su reemplazo por el obispo Rodrigo de Bastidas, asignado en noviembre del corriente como nuevo gobernador interino por la Real Audiencia de Santo Domingo.

### Segundo mandato como teniente de gobernador
Debido a la escasa población de Coro, Juan de Villegas, Diego de Losada y un séquito de veinte hombres hicieron una expedición el 10 de marzo de 1543 hasta la ciudad de Nueva Toledo de Cumaná —fundada el 27 de noviembre de 1515 por fray Pedro de Córdoba— que era capital de la provincia de Nueva Andalucía, y presentaron ante el escribano Andrés de Andino el nombramiento de Enrique Remboldt como gobernador de la provincia de Venezuela, además de gestionar la búsqueda de personas en las islas Margarita y Cubagua que quisieran establecerse en la ciudad. Con el mayor éxito regresaron a Santa Ana de Coro en septiembre de 1544 con noventa y seis hombres y ciento diecisiete caballos para aumentar la población de la urbe y defenderla contra los caquetíos alzados.
En enero de 1545, cuando llegó Juan de Carvajal como gobernador interino a la ciudad de Santa Ana de Coro, nombró en su puesto como teniente de gobernador y alcalde mayor a Juan de Villegas, cargo que conservó hasta la llegada del nuevo gobernador Juan Pérez de Tolosa en julio de 1546 que, de acuerdo con la sentencia del juicio de residencia que le iniciara el licenciado Juan de Frías por el asesinato del gobernador  Felipe von Hutten y Bartolomé Welser ordenado por Carvajal, lo encarceló durante un mes pero finalmente demostraría su inocencia y quedaría libre de cargos.
Juan de Villegas fue reemplazado por Alonso Pérez de Tolosa como teniente de gobernador de Coro, cargo que conservó cuando Villegas fuera nombrado gobernador tres años después, e incluso seguiría en el puesto por unos cuatro años más. El obispo era Miguel Jerónimo Ballesteros y los otros miembros del Cabildo de Coro eran Francisco Gómez y Francisco Ortiz como alcaldes ordinarios, el bachiller Alonso Vásquez de Acuña, el contador Antonio de Naveros y Gutierre de la Peña como regidores, y Gil de Nava como procurador general.

### Fin del feudo alemán Klein-Venedig
El asesinato del gobernador Felipe de Utre o bien Felipe von Hutten y Bartolomé y Felipe Welser el 17 de mayo de 1546, por Juan de Carvajal  en El Tocuyo marcó el fin del arrendamiento alemán del territorio venezolano. Cuando el licenciado Frías se enteró en Cubagua sobre lo ocurrido con von Hutten, viajó a Coro para apresar a Carvajal. Mientras estaba allí armándose, llegó Juan Pérez de Tolosa, enviado por el rey como nuevo gobernador para reemplazar a los Welser. Juan Pérez de Tolosa marchó rápidamente a El Tocuyo y allí detuvo a Carvajal en seguida les hizo juicio de residencia a de Carvajal y a su teniente, Juan de Villegas. Juan de Villegas resultó inocente por haberse opuesto a la violencia de Carvajal, mientras que este fue declarado culpable y ahorcado. Durante trece años los Welser hicieran gestiones ante las cortes para recobrar sus antiguos privilegios, el Consejo de Indias dictaminó finalmente que los Welser habían perdido sus derechos por no haber cumplido las cláusulas de la Capitulación de Madrid que estipulaba que deberían fundar por su cuenta dos pueblos y tres fortalezas, y llevar para cada una de ellas unos 300 hombres, además de pagar al emperador que conservaba la soberanía del territorio, un quinto del oro, plata y piedras preciosas que se encontrasen.

## Teniente de gobernador general de El Tocuyo

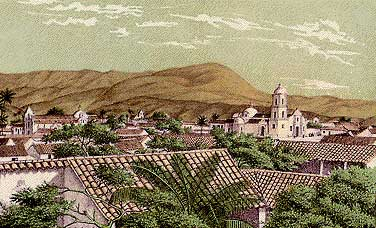
La ciudad de El Tocuyo, mostrando la iglesia de La Concepción (en un dibujo del año 1866).

El 6 de abril de 1547 el gobernador Juan Pérez de Tolosa nombró a Juan de Villegas, ya libre de cargos del juicio de residencia, como teniente de gobernador, capitán general y alcalde mayor de El Tocuyo.
El 15 del corriente, Villegas lideró otra expedición con el objetivo de fundar un pueblo. Poco después de salir de la ciudad de El Tocuyo —erigida el 7 de diciembre de 1545 por Juan de Carvajal, como nueva capital provincial— llegó a la laguna de Tacarigua en donde hizo un reconocimiento pero se vio obligado a regresar debido a las intensas lluvias, sin haber llegado a la región de fundación.
Pérez de Tolosa, finalmente, lo ratificó en el cargo de teniente de gobernador el 6 de julio de 1548, convirtiéndolo también en el jefe supremo de todas las expediciones de fundación que se llevaran a cabo en la provincia. De esa forma, Villegas participó en la conquista de la futura provincia de Maracaibo y de los territorios de los pacabueyes, además del descubrimiento por Diego Ruiz de Vallejo de los valles de Burate y Boconó, siendo el sitio homónimo de este último río en donde luego de nueve años Diego García de Paredes fundaría la efímera primera Tujillo que sería trasladada tres años después a un segundo emplazamiento.

### Creador de la encomienda de Carache
Un 24 de junio de 1546, el día de san Juan Bautista, llegaron desde El Tocuyo al valle habitado por los cuicas y fueron recibidos por su cacique Karachy y sus habitantes.
Fundó finalmente la encomienda al servicio de la Corona de España en 1548 con el nombre San Juan Bautista de Carache —en el actual Estado Trujillo— en donde se construyó una iglesia dedicada al santo ya nombrado en el sitio del antiguo templo ancestral aborigen —la actual iglesia de San Juan Bautista fue erigida en las ruinas de la iglesia colonial— y fuera lugar sagrado donde adoraban sus dioses los cuicas.

### Fundador de la ciudad de Borburata
Con anterioridad, en noviembre de 1547, Villegas había realizado una nueva expedición para fundar un pueblo en la región de los tacariguas a la que no había logrado llegar anteriormente, pero siguiendo esta vez la ruta de Acarigua.
Ya en diciembre del citado año, Juan de Villegas se dirigió a dar origen en la costa a la ciudad de Nuestra Señora de la Concepción del Puerto de Borburata y al año siguiente, en febrero de 1548, fundó y demarcó el lugar en el que debía establecerse la ciudad. Finalmente Borburata sería erigida en 1549.

## Gobernador de la provincia de Venezuela

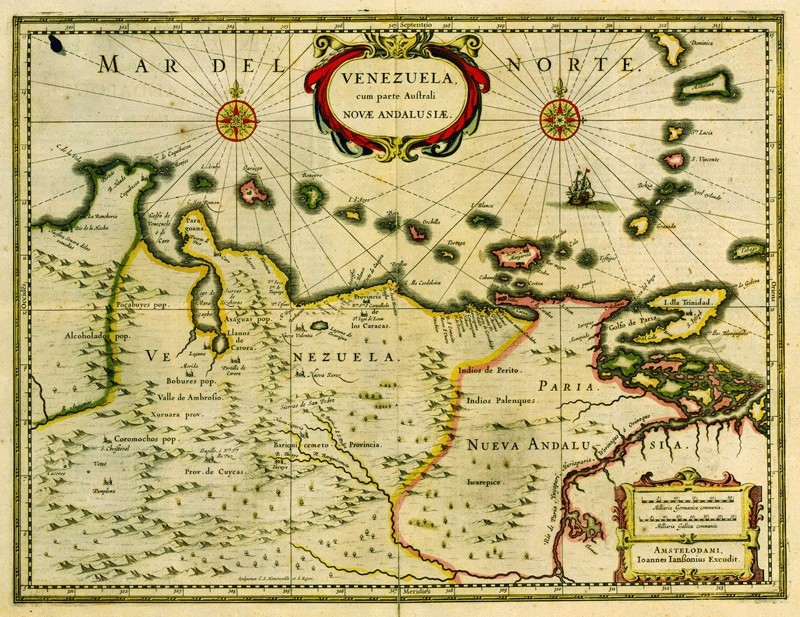
La provincia de Venezuela (en un mapa del año 1635).

El 13 de agosto de 1549, tras la muerte de Juan Pérez de Tolosa, Villegas ocupó su lugar como gobernador de la provincia de Venezuela, tras ser nombrado por aquel antes de morir y ser confirmado su mandato por la Real Audiencia de Santo Domingo.
Como gobernador, Villegas envió al veedor Pedro Álvarez a finalizar la fundación de Borburata, inició la vía ganadera situada entre la provincia de Venezuela y Tunja, en la Nueva Granada, y descubrió y explotó las minas de oro en el valle de Chirgua, siendo considerado el principal explotador de dichas minas.
Comisionó al capitán español Damián del Barrio para que explorara los territorios de los jiraharas y Noaras y ejerciera la operación de búsqueda de minas de oro, lo que provocó el descubrimiento de la del sitio de Buría y la posterior fundación de una villa que facilitara su exploración.

### Fundador de la villa de Buría o primera Barquisimeto

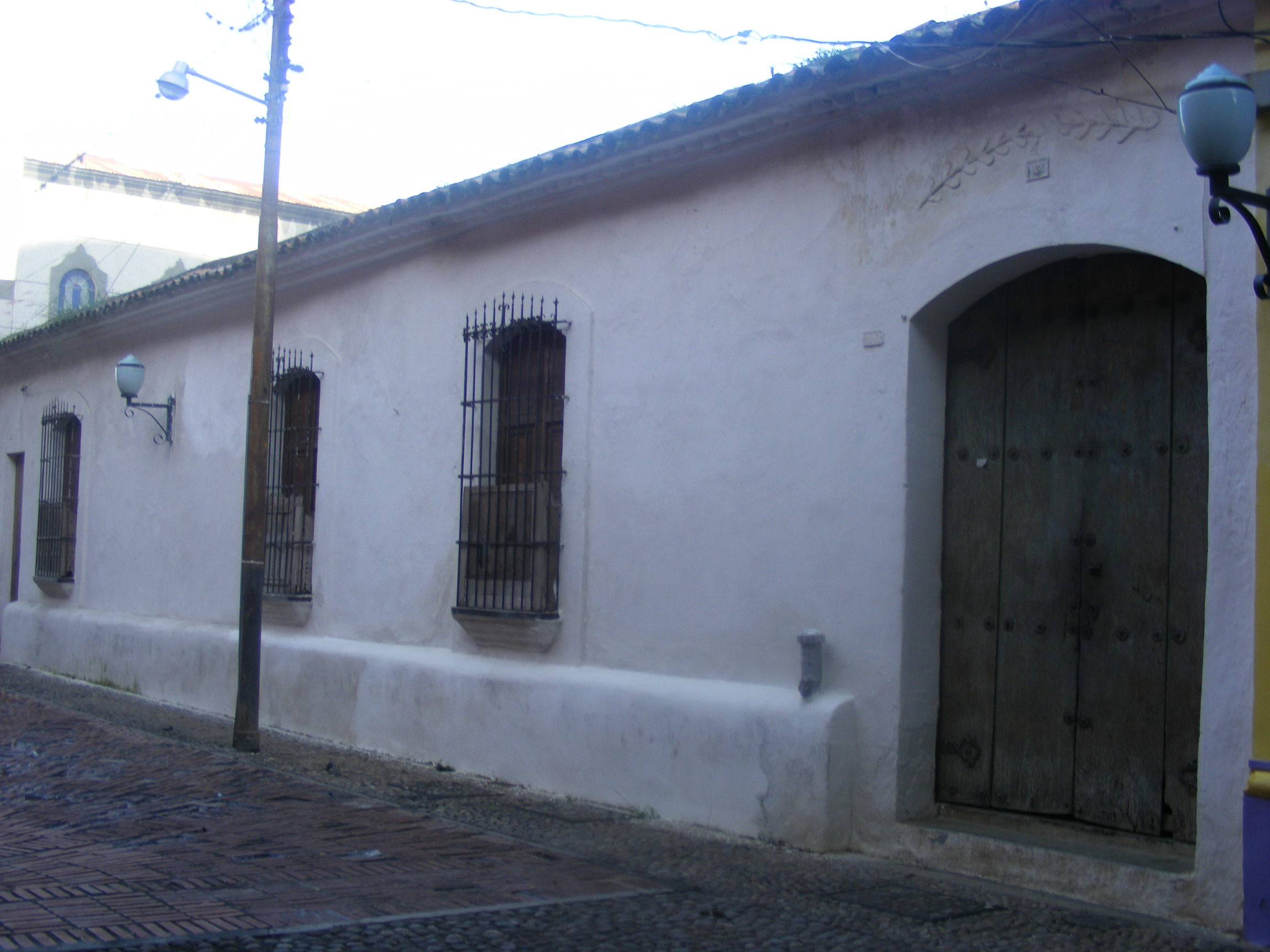
Casa colonial de la cuarta Barquisimeto.

Entre el 17 de mayo y el 5 de junio de 1552, Juan de Villegas fundó la Villa del Real de Minas de San Felipe de Buría o primera Barquisimeto, en las montañas y a orillas del río Buría, el cual arrastraba pepitas de oro con su corriente, y fue en donde Villegas distribuyó las encomiendas entre la población en noviembre de dicho año.
De esta forma designó como primer alcalde de la nueva urbe al capitán Diego de Losada, quien quince años después fundaría la ciudad de Caracas. La villa de Buría sirvió de apoyo a la explotación de las minas de oro pero por el rápido agotamiento de las mismas, sumado a las enfermedades epidémicas y al escorbuto que fueran surgiendo, ocasionaría la obligatoria emigración cuatro años después, o sea, luego de tres años de la muerte del gobernador, para levantarla en el sitio El Carabalí que bautizaron como ciudad de Nueva Segovia de Barquisimeto o segunda Barquisimeto.
Posteriormente, dicha población fue incendiada cinco años después por el tirano Lope de Aguirre y sus marañones del Perú, provocando que la urbe cambiara de lugar por tercera vez hacia el sitio conocido como Desembocadero de Barquisimeto —tercera Barquisimeto— donde confluyen los ríos Turbio y Claro, aunque por fuertes inundaciones sería movida por última vez —cuarta y actual Barquisimeto— una década después del fallecimiento del gobernador Villegas, en el año 1563.

### Fallecimiento
El gobernador colonial venezolano Juan de Villegas murió el 11 de agosto de 1553 y muy probablemente en las cercanías de la villa de San Felipe de Buría .Se desconoce la causa de su muerte.

## Matrimonio y descendencia

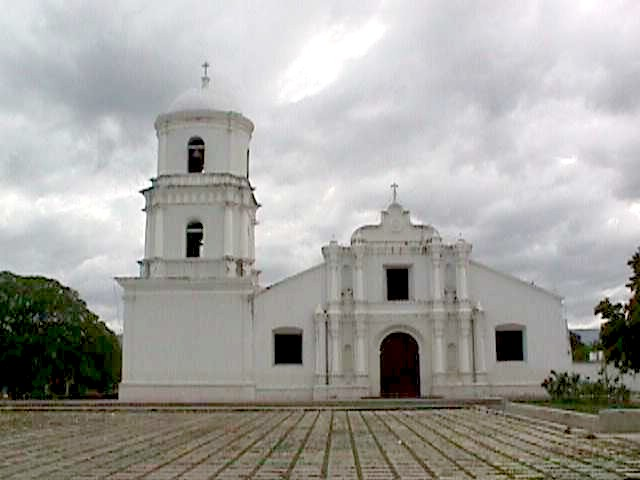
Iglesia de La Concepción de El Tocuyo (en una foto de 1999, la iglesia original sería destruida parcialmente por un terremoto, el 3 de agosto de 1950).

El conquistador Juan López de Villegas y Segovia se había unido en matrimonio en la ciudad de Santa Ana de Coro en el año 1534 con Ana Pacheco (Lerma, Castilla la Vieja, 1518 - El Tocuyo, después de 1571), una hija del conquistador Francisco Pacheco (n. Lerma, Castilla la Vieja, ca. 1488) y de María Díaz (n. ib., ca. 1498).
Del enlcace entre Juan de Villegas y Ana Pacheco nacieron ocho hijos, dos varones y seis mujeres en el orden de nacimiento siguiente:
- Ana de Villegas[37][40] (n. Coro, ca. 1540)[37][40] que se unió en primeras nupcias[37][40] con el notario Gonzalo Osorio Pimentel[37][40] (n. ca. 1535), primer alcalde de Caracas en 1567. Al enviudar se unió en segundas nupcias[37][40] en El Tocuyo[37][40] el 6 de junio de 1588[37][40] con el capitán Felipe de Linares y Torrellas[37][40] (n. Villa Carrión, Castilla la Vieja, ca. 1540),[37][40] siendo sus padrinos Catalina de Pantigoso y su segundo marido, el capitán Diego de Losada "el Mozo".[37] Los dos enlaces no dejaron descendientes.
- Luisa de Villegas[37][40] (n. Coro, ca. 1543)[37][40] que se enlazó en segundas nupcias[40] con el capitán Francisco de Maldonado Armendáriz[37][40] (Villapadierna, Reino de León de la Corona de España, 1540 - f. 1583), de ascendencia navarra,[40] y tuvieron seis hijos de los cuales hubo solo un varón llamado Juan Villegas Maldonado que permaneció soltero y cinco mujeres, siendo una de ellas Luisa de Villegas Maldonado y Armendáriz[41] (n. Caracas, ca. 1576) que se enlazó con el capitán Juan Martínez de Madrid y Videla o bien Juan Martínez de Villela[41] (Caracas, ca. 1573 - ib., 1621), alcalde de Caracas en los años 1600, 1607 y 1621 —cuyos padres eran el capitán Lorenzo Martínez de Madrid y González[41] (Villacastín, 1534 - Caracas, 1597),[41] alcalde de Valencia en 1571 y luego su teniente de gobernador[41] desde 1581, y Juana de Videla o equivocadamente como Juana de Villela[41] (n. Palos de la Frontera, reino de Sevilla de la Corona castellana, ca. 1551),[41] que ya casados pasaron en 1534[41] a la América española, y nieto paterno del capitán Francisco Martínez de Madrid— para concebir cuatro hijos, uno de los cuales fue el capitán Lorenzo Martínez de Villegas[42] (Caracas, 1.º de febrero de 1599 - ib., 1646)[42] que con la que sería su esposa desde el 25 de junio de 1625,[42] Magdalena Ladrón de Guevara y Rojas[42] (n. ib., ca. 1505) —cuyos padres fueron el capitán Juan de Guevara Samaniego[42] y Juana de Rojas,[42] su esposa— fueron los futuros abuelos de Juan de Bolívar y Martínez de Villegas,[43] alcalde de Caracas en 1710 y en 1721 y fundador de la villa de San Luis de Cura[43] el 25 de mayo de 1722, y además tatarabuelos del libertador venezolano Simón Bolívar.[22][37][40][44]

- Agustina de Villegas[37][40] (n. El Tocuyo, ca. 1547)[37][40] que se casó el 26 de junio[37][40] de 1573[37][40] en la iglesia de La Concepción de El Tocuyo[37][40] con el capitán Antonio Aguirre de Sotomayor[37][40] (n. Santo Domingo de la Calzada, Corona española, 1544),[37][40] siendo sus padrinos Diego Ponce de León y su esposa Catalina Pantigoso.[37][40] De este matrimonio nacieron dos hijas: Catalina de Aguirre y Sotomayor[40] (n. El Tocuyo, 1574) —casada con Juan Hervás y Ecija[40] para concebir a Magdalena Sotomayor y Hervás[40] (n. El Tocuyo, 25 de abril de 1596) y bautizada en abril de 1600[40] por sus padrinos Juan de Villegas "el Mozo"[40] y Francisca de Villegas,[40] sus tíos abuelos— y la menor, Francisca de Sotomayor y Villegas (n. ib., 1583), enlazada con el capitán Luis de Torrellas y Vega.
- Bárbara de Villegas[40][45] (n. El Tocuyo, ca. 1548) que se casó con el capitán Diego Hernández Alfonso[40][45] (n. ca. 1539) y tuvieron una hija[40][45] llamada María Hernández de Villegas, bautizada el 23 de abril de 1579.[40][45]
- Juan de Villegas "el Mozo"[40][45] (n. El Tocuyo, ca. 1549 - f. después de 1601), capitán,[40][45] que se casó en El Tocuyo[40][45] con Mariana de Medina (n. 1565).[40][45] En 1592 residían en Caracas[40][45] y volverían a El Tocuyo en 1596.[40][45] Solo tendrían una hija llamada Luisa de Villegas y Medina (n. Caracas, 1592) que permanecería soltera.
- Francisco Pacheco Ruiz de Villegas[40][45] (n. El Tocuyo, ca. 1550), capitán[40][45] y teniente de gobernador de El Tocuyo[46] hacia 1599,[46] que se casó con Beatriz Osorio de Losada[40][45] (n. El Tocuyo, ca. 1558),[45] una hija del capitán Diego de Losada[40][45] (n. Rionegro del Puente de la Corona de Castilla, ca. 1511), primer alcalde de la villa de Buría y fundador de la ciudad de Santiago de León de Caracas el 25 de julio de 1567, y de Ginesa Núñez.[45] De este enlace nacieron Francisco de Villegas Pacheco y Osorio de Losada (n. 1595), que permanecería soltero, y cuatro mujeres que se casarían dejando descendencia: Lucía (n. ca. 1586), Ana (n. ca. 1593), Clara de Villegas (n. ca. 1597) y Manuela de Losada y Osorio.
- Francisca de Villegas[40][45] (n. El Tocuyo, ca. 1551 - f. después de 1601),[40][45] que permanecería soltera.
- María de Villegas[40][45] (n. villa de Buría, ca. 1552 - f. ca. 1556)[40][45] que falleció a corta edad.[45]

## Honores
En la puerta del obelisco en Barquisimeto se encuentra un escudo que se puede asociar a él,y también existió una plaza, en donde se exhibía hasta el año 2011 una estatua suya, y una parroquia que llevan su nombre.
| Predecesor: Juan Pérez de Tolosa | Gobernador de la provincia de Venezuela 1549 - 1553 | Sucesor: Alonso Arias de Villasinda |